# بدر البيشي
بدر البيشي هو لاعب كرة قدم سعودي يلعب في نادي أبها.

## مسيرة اللاعب
مثل نادي الهلال في الفئات السنية ولعب بعدها مع نادي الجبلين ونادي الخليج ونادي الدرعية ونادي نيوم ونادي أبها.